# Yoshizakia
Yoshizakia, monotipski rod crvenih algi iz porodice Liagoraceae. Taksonomski je priznat kao zaseban rod a jedina vrsta je Y. indopacifica, iz Indijskog i Tihog oceana.